# Johanna Elsig
Johanna Elsig (Düren, Alemania; 1 de noviembre de 1992) es una futbolista alemana. Juega como defensa en el Montpellier HSC de la Division 1 Féminine de Francia.

## Clubes
| Club                   | País     | Año             |
| ---------------------- | -------- | --------------- |
| Bayer 04 Leverkusen    | Alemania | 2009 - 2012     |
| 1. FFC Turbine Potsdam | Alemania | 2012 - 2021     |
| Montpellier HSC        | Francia  | 2021 - presente |

## Títulos

### Campeonatos nacionales
| Título          | Equipo                 | Sede     | Año  |
| --------------- | ---------------------- | -------- | ---- |
| DFB-Hallenpokal | 1. FFC Turbine Potsdam | Alemania | 2013 |
| DFB-Hallenpokal | 1. FFC Turbine Potsdam | Alemania | 2014 |

### Campeonatos internacionales
| Título                                        | Equipo                | Sede   | Año  |
| --------------------------------------------- | --------------------- | ------ | ---- |
| Campeonato Europeo Femenino Sub-17 de la UEFA | Selección de Alemania | Suiza  | 2009 |
| Campeonato Europeo Femenino Sub-19 de la UEFA | Selección de Alemania | Italia | 2011 |

### Distinciones individuales
| Distinción           | Año  |
| -------------------- | ---- |
| Medalla Fritz Walter | 2011 |